# 国际数据公司
国际数据公司是美國一間從事市場研究、分析和諮詢的公司，專注于資訊科技、電信和消費科技。IDC是國際數據集團（International Data Group，IDG）的全資子公司，其總部設于馬薩諸塞州，並在全球110個國家擁有超過1,100名分析師。1992年，IDC舉辦了第一場旨在幫助IT和電信從業人員瞭解最新技術發展的會議；現今，IDC每年都會在世界各地舉行超過200場的會議。IDC對商業的見解為各行各業的訊息技術採購提供建議。
帕崔克·約瑟夫·麥戈文（英語：Patrick Joseph McGovern）是在一位UNIVAC高管向他抱怨說新興的電腦工業缺乏市場調研資料后，在1964年馬薩諸塞州與朋友弗雷德·基爾希（英語：Fred Kirch）成立了IDC公司。起初，IDC提供了電腦工業數據庫并發行名為的時事通訊。

## 批評
許多IDC的報告和預測由於方法的缺陷而受到批評，著名案例包括：
- 預測英特爾安騰架構的銷售
- 預測Windows Phone的市場份額

## 競爭對手
- 阿伯丁集團
- ABI Research
- Burton Group
- Canalys
- Dittberner Associates
- Forrester Research
- Frost & Sullivan
- 高德納諮詢公司
- GfK
- Jupiter Research
- Technology Evaluation Centers
- TekPlus
- The 451 Group
- Wireless Federation
- Yankee Group

## 外部連結
- IDC官方網站 （页面存档备份，存于）